# Muhammad Yamin
Muhammad Yamin (24. srpna 1903 Sawahlunto – 17. října 1962 Jakarta) byl indonéský básník a významný politik sukarnovské éry, tedy doby po zisku nezávislosti Indonésie v roce 1945. Hrál klíčovou roli při tvorbě ústavy z toho roku. V letech 1951–1952 byl ministrem spravedlnosti, v letech 1953–1955 ministrem školství, v letech 1957–1959 ministrem bez portfeje, v letech 1959–1960 ministrem sociálních věcí a kultury, v letech 1960–1962 ministrem a zástupcem ředitele Rady pro národní plánování a roku 1962 několik měsíců ministrem informací, místopředsedou vlády a ředitelem Rady pro národní plánování.

## Život
Pocházel z velmi vlivné rodiny. Na Algemene Middelbare School v Yogyakartě vystudoval historii a jazyky Dálného východu. Absolvoval v roce 1927, načež začal studovat práva na Rechtshogeschool v Batávii (dnešní Jakartě), což byla předchůdkyně Právnické fakulty současné Universitas Indonesia. Doktorem práv se stal v roce 1932. Od počátku 30. let se věnoval rovněž vydavatelské a novinářské činnosti, připojil se k redakční radě novin Panorama a v polovině roku 1936 založil noviny Kebangoenan, které pak vycházely až do roku 1941. Souběžně působil jako advokát a zapojil se do nacionalistického hnutí, byť ještě ve 20. letech pracoval spíše s koncepcí sumatranské národnosti než indonéské. V nacionalistickém hnutí bojoval za to, aby se malajština stala národním jazykem (což se v zásadě stalo, neboť malajština je základem současné indonéštiny).
Od 20. let také psal básně, a to v malajštině. První publikoval v časopise Jong Sumatra. Jeho první verše byly ještě nepolitické, ovlivněné romantismem stylu Sturm und Drang. V roce 1922 vydal sbírku Tanah Air (Vlast), první básnickou sbírku v moderní malajštině. Druhá sbírka, Tumpah Darahku, vyšla 28. října 1928. Ve stejný den Yamin a jeho kolegové z nacionalistického hnutí přednesli přísahu „Jedna země, jeden národ, jeden jazyk“, známou jako „přísaha mládeže“ (Sumpah Pemuda). Kvůli tomuto aktu je 28. říjen v Indonésii dnes státním svátkem. Ve své poezii Yamin hodně využíval formu sonetu, vypůjčenou z nizozemské literatury. Yamin také publikoval hry, eseje, historické romány a překládal díla od autorů jako William Shakespeare nebo Rabíndranáth Thákur.
Od konce 30. let se začal intenzivněji věnovat politice. Byl členem levicové strany Partindo. V ní prosazoval, aby strana s koloniální správou nijak nespolupracovala a odmítal jakékoli oficiální funkce. Po rozpuštění Partinda založil Yamin v květnu 1937 Indonéské lidové hnutí (Gerindo), které již bylo umírněnější a jevilo větší ochotu spolupracovat s Nizozemci, mimo jiné i kvůli hrozbě japonského militarismu. Proto se také v roce 1939 nechal Yamin zvolit do Volksraadu, Lidové rady, tedy poloparlamentního orgánu, jehož jakékoli rozhodnutí však mohl vetovat generální guvernér, hlavní koloniální správce.
Po okupaci Japonci byla strana Gerindo zakázána. Japonci chtěli nacionalistické protikoloniální politiky ale získat na svou stranu a vytvořili pro ně organizaci zvanou Centrum pro lidovou moc (Pusat Tenaga Rakyat – Putera). Puteře předsedal Sukarno a Yamin se rovněž stal jejím členem. Yamin dostal i další významné místo, stal se vysokým úředníkem japonského úřadu pro propagandu zvaného Sendenbu. Yamin byl také jedním ze šedesáti dvou zakládajících členů orgánu vytvořeného Japonci, který se jmenoval Badan Penyelidik Usaha-Usaha Persiapan Kemerdekaan, a který měl připravovat budoucí nezávislost. Navrhl na půdě tohoto orgánu, aby budoucí stát zahrnoval celý malajsky mluvící svět: nejen území Nizozemské východní Indie, ale také Sarawak, Sabah, Malajsii a portugalský Timor. 29. května 1945 na jednom ze zasedání přednesl Yamin projev o pěti základech nového národa. Těchto pět principů, zvaných Panča Sila, bylo později začleněno do Preambule Ústavy z roku 1945. K pěti základním principům patřila demokracie, ale také víra v jednoho boha, což předurčilo polonáboženský charakter nového státu. Dne 17. srpna 1945 vyhlásila Indonésie nezávislost a Yamin byl jmenován do sedmičlenné komise, která měla urychleně připravit ústavu nového státu. V 50. letech pak Yamin zastával řadu vládních funkcí. I v té době se věnoval psaní, ale spíše publicistického a historického charakteru (studie o Americké revoluci nebo sedmidílná studie o říši Madžapahit). Zemřel na vrcholu své politické kariéry. Posmrtně mu byl udělen titul Národní hrdina Indonésie.